# Leo Kestenberg
Leo Kestenberg (ur. 27 listopada 1882 w Rużomberku, zm. 14 stycznia 1962 w Tel Awiwie) – izraelski pianista i pedagog pochodzenia węgierskiego.

## Życiorys
Studiował w Berlinie u Franza Kullaka, Ferruccio Busoniego oraz Felixa Draesekego. Następnie uczył w berlińskich Stern’sches Konservatorium i Klindworth-Scharwenka Konservatorium. Występował z koncertami jako pianista, zyskując sobie uznanie jako interpretator dzieł Ferenca Liszta. Od 1918 roku pracował jako referent, a od 1922 roku naczelnik departamentu muzyki w pruskim Ministerstwie Nauki, Sztuki i Oświaty. Odpowiedzialny był za reformę edukacji muzycznej, zreorganizował szkoły wszystkich typów od podstawowych do wyższych, wprowadzając zmiany w programach nauczania i metodach wychowania. Swoją działalnością przyczynił się do podniesienia poziomu wykształcenia kadry pedagogicznej. Od 1921 roku wykładał w berlińskiej Akademische Hochschule. 
Po dojściu do władzy nazistów w 1933 roku wyemigrował do Pragi. W 1936 roku założył tam Společnost pro hudební výchovu. W 1939 roku wyemigrował do Palestyny, w latach 1939–1945 kierował Palestyńską Orkiestrą Symfoniczną. Po 1945 roku zajmował się działalnością pedagogiczną i naukową, był organizatorem seminariów dla nauczycieli muzyki. Opublikował swoje wspomnienia pt. Bewegte Zeiten: Musisch-musikantische Lebenserinnerungen (Zurych 1961).

## Prace
(na podstawie materiałów źródłowych)
- Musikerziehung und Musikpflege (Lipsk 1921, 2. wyd. 1927)
- Schulmusikunterricht in Preussen (Berlin 1927)
- Musikpflege im Kindergarten (Lipsk 1929)
- Schulmusik und Chorgesang (Lipsk 1930)
- Jahrbuch der deutschen Musikorganisation 1931 (Berlin 1931)
- Der Privatunterricht in der Musik (Berlin 1932)